# 2024年Billboard Japan Hot Animation1位の一覧
以下は、2024年のBillboard Japan Hot Animationチャートで首位を獲得した作品の一覧である。

## チャート遍歴
| 公開日    | 曲名                     | アーティスト名  | タイアップ                                                                | 出典   |
| --------- | ------------------------ | --------------- | ------------------------------------------------------------------------- | ------ |
| 1月3日    | 「アイドル」             | YOASOBI         | テレビアニメ『【推しの子】』第1期オープニングテーマ                       | [ 1 ]  |
| 1月10日付 | 「アイドル」             | YOASOBI         | テレビアニメ『【推しの子】』第1期オープニングテーマ                       | [ 2 ]  |
| 1月17日   | 「アイドル」             | YOASOBI         | テレビアニメ『【推しの子】』第1期オープニングテーマ                       | [ 3 ]  |
| 1月24日   | 「アイドル」             | YOASOBI         | テレビアニメ『【推しの子】』第1期オープニングテーマ                       | [ 4 ]  |
| 1月31日   | 「Bling-Bang-Bang-Born」 | Creepy Nuts     | テレビアニメ『マッシュル-MASHLE- 神覚者候補選抜試験編』オープニングテーマ | [ 5 ]  |
| 2月7日    | 「Bling-Bang-Bang-Born」 | Creepy Nuts     | テレビアニメ『マッシュル-MASHLE- 神覚者候補選抜試験編』オープニングテーマ | [ 6 ]  |
| 2月14日   | 「Bling-Bang-Bang-Born」 | Creepy Nuts     | テレビアニメ『マッシュル-MASHLE- 神覚者候補選抜試験編』オープニングテーマ | [ 7 ]  |
| 2月21日   | 「Bling-Bang-Bang-Born」 | Creepy Nuts     | テレビアニメ『マッシュル-MASHLE- 神覚者候補選抜試験編』オープニングテーマ | [ 8 ]  |
| 2月28日   | 「Bling-Bang-Bang-Born」 | Creepy Nuts     | テレビアニメ『マッシュル-MASHLE- 神覚者候補選抜試験編』オープニングテーマ | [ 9 ]  |
| 3月6日    | 「Bling-Bang-Bang-Born」 | Creepy Nuts     | テレビアニメ『マッシュル-MASHLE- 神覚者候補選抜試験編』オープニングテーマ | [ 10 ] |
| 3月13日   | 「Bling-Bang-Bang-Born」 | Creepy Nuts     | テレビアニメ『マッシュル-MASHLE- 神覚者候補選抜試験編』オープニングテーマ | [ 11 ] |
| 3月20日   | 「Bling-Bang-Bang-Born」 | Creepy Nuts     | テレビアニメ『マッシュル-MASHLE- 神覚者候補選抜試験編』オープニングテーマ | [ 12 ] |
| 3月27日   | 「Bling-Bang-Bang-Born」 | Creepy Nuts     | テレビアニメ『マッシュル-MASHLE- 神覚者候補選抜試験編』オープニングテーマ | [ 13 ] |
| 4月3日    | 「Bling-Bang-Bang-Born」 | Creepy Nuts     | テレビアニメ『マッシュル-MASHLE- 神覚者候補選抜試験編』オープニングテーマ | [ 14 ] |
| 4月10日   | 「Bling-Bang-Bang-Born」 | Creepy Nuts     | テレビアニメ『マッシュル-MASHLE- 神覚者候補選抜試験編』オープニングテーマ | [ 15 ] |
| 4月17日   | 「Bling-Bang-Bang-Born」 | Creepy Nuts     | テレビアニメ『マッシュル-MASHLE- 神覚者候補選抜試験編』オープニングテーマ | [ 16 ] |
| 4月24日   | 「Bling-Bang-Bang-Born」 | Creepy Nuts     | テレビアニメ『マッシュル-MASHLE- 神覚者候補選抜試験編』オープニングテーマ | [ 17 ] |
| 5月1日    | 「Bling-Bang-Bang-Born」 | Creepy Nuts     | テレビアニメ『マッシュル-MASHLE- 神覚者候補選抜試験編』オープニングテーマ | [ 18 ] |
| 5月8日    | 「Bling-Bang-Bang-Born」 | Creepy Nuts     | テレビアニメ『マッシュル-MASHLE- 神覚者候補選抜試験編』オープニングテーマ | [ 19 ] |
| 5月15日   | 「Bling-Bang-Bang-Born」 | Creepy Nuts     | テレビアニメ『マッシュル-MASHLE- 神覚者候補選抜試験編』オープニングテーマ | [ 20 ] |
| 5月22日   | 「Bling-Bang-Bang-Born」 | Creepy Nuts     | テレビアニメ『マッシュル-MASHLE- 神覚者候補選抜試験編』オープニングテーマ | [ 21 ] |
| 5月29日   | 「Bling-Bang-Bang-Born」 | Creepy Nuts     | テレビアニメ『マッシュル-MASHLE- 神覚者候補選抜試験編』オープニングテーマ | [ 22 ] |
| 6月5日    | 「Bling-Bang-Bang-Born」 | Creepy Nuts     | テレビアニメ『マッシュル-MASHLE- 神覚者候補選抜試験編』オープニングテーマ | [ 23 ] |
| 6月12日   | 「Bling-Bang-Bang-Born」 | Creepy Nuts     | テレビアニメ『マッシュル-MASHLE- 神覚者候補選抜試験編』オープニングテーマ | [ 24 ] |
| 6月19日   | 「Bling-Bang-Bang-Born」 | Creepy Nuts     | テレビアニメ『マッシュル-MASHLE- 神覚者候補選抜試験編』オープニングテーマ | [ 25 ] |
| 6月26日   | 「Bling-Bang-Bang-Born」 | Creepy Nuts     | テレビアニメ『マッシュル-MASHLE- 神覚者候補選抜試験編』オープニングテーマ | [ 26 ] |
| 7月3日    | 「Bling-Bang-Bang-Born」 | Creepy Nuts     | テレビアニメ『マッシュル-MASHLE- 神覚者候補選抜試験編』オープニングテーマ | [ 27 ] |
| 7月10日   | 「Bling-Bang-Bang-Born」 | Creepy Nuts     | テレビアニメ『マッシュル-MASHLE- 神覚者候補選抜試験編』オープニングテーマ | [ 28 ] |
| 7月17日   | 「ライラック」           | Mrs.GREEN APPLE | テレビ東京系アニメ『忘却バッテリー』オープニングテーマ                    | [ 29 ] |
| 7月24日   | 「ライラック」           | Mrs.GREEN APPLE | テレビ東京系アニメ『忘却バッテリー』オープニングテーマ                    | [ 30 ] |
| 7月31日   | 「ライラック」           | Mrs.GREEN APPLE | テレビ東京系アニメ『忘却バッテリー』オープニングテーマ                    | [ 31 ] |
| 8月7日    | 「ライラック」           | Mrs.GREEN APPLE | テレビ東京系アニメ『忘却バッテリー』オープニングテーマ                    | [ 32 ] |
| 8月14日   | 「ライラック」           | Mrs.GREEN APPLE | テレビ東京系アニメ『忘却バッテリー』オープニングテーマ                    | [ 33 ] |
| 8月21日   | 「ライラック」           | Mrs.GREEN APPLE | テレビ東京系アニメ『忘却バッテリー』オープニングテーマ                    | [ 34 ] |
| 8月28日   | 「ライラック」           | Mrs.GREEN APPLE | テレビ東京系アニメ『忘却バッテリー』オープニングテーマ                    | [ 35 ] |
| 9月4日    | 「ライラック」           | Mrs.GREEN APPLE | テレビ東京系アニメ『忘却バッテリー』オープニングテーマ                    | [ 36 ] |
| 9月11日   | 「ライラック」           | Mrs.GREEN APPLE | テレビ東京系アニメ『忘却バッテリー』オープニングテーマ                    | [ 37 ] |
| 9月18日   | 「ライラック」           | Mrs.GREEN APPLE | テレビ東京系アニメ『忘却バッテリー』オープニングテーマ                    | [ 38 ] |
| 9月25日   | 「ライラック」           | Mrs.GREEN APPLE | テレビ東京系アニメ『忘却バッテリー』オープニングテーマ                    | [ 39 ] |
| 10月2日   | 「ライラック」           | Mrs.GREEN APPLE | テレビ東京系アニメ『忘却バッテリー』オープニングテーマ                    | [ 40 ] |
| 10月9日   | 「ライラック」           | Mrs.GREEN APPLE | テレビ東京系アニメ『忘却バッテリー』オープニングテーマ                    | [ 41 ] |
| 10月16日  | 「ライラック」           | Mrs.GREEN APPLE | テレビ東京系アニメ『忘却バッテリー』オープニングテーマ                    | [ 42 ] |
| 10月23日  | 「オトノケ」             | Creepy Nuts     | テレビアニメ『ダンダダン』第1期オープニングテーマ                         | [ 43 ] |
| 10月30日  | 「オトノケ」             | Creepy Nuts     | テレビアニメ『ダンダダン』第1期オープニングテーマ                         | [ 44 ] |
| 11月6日   | 「オトノケ」             | Creepy Nuts     | テレビアニメ『ダンダダン』第1期オープニングテーマ                         | [ 45 ] |
| 11月13日  | 「オトノケ」             | Creepy Nuts     | テレビアニメ『ダンダダン』第1期オープニングテーマ                         | [ 46 ] |
| 11月20日  | 「オトノケ」             | Creepy Nuts     | テレビアニメ『ダンダダン』第1期オープニングテーマ                         | [ 47 ] |
| 11月27日  | 「オトノケ」             | Creepy Nuts     | テレビアニメ『ダンダダン』第1期オープニングテーマ                         | [ 48 ] |
| 12月4日   | 「オトノケ」             | Creepy Nuts     | テレビアニメ『ダンダダン』第1期オープニングテーマ                         | [ 49 ] |
| 12月11日  | 「ライラック」           | Mrs.GREEN APPLE | テレビ東京系アニメ『忘却バッテリー』オープニングテーマ                    | [ 50 ] |
| 12月18日  | 「ライラック」           | Mrs.GREEN APPLE | テレビ東京系アニメ『忘却バッテリー』オープニングテーマ                    | [ 51 ] |
| 12月25日  | 「ライラック」           | Mrs.GREEN APPLE | テレビ東京系アニメ『忘却バッテリー』オープニングテーマ                    | [ 52 ] |